# Puntate de L'ora della verità
La prima stagione della miniserie televisiva francese L'ora della verità (Le temps est assassin), composta da 8 puntate da 52 minuti ciascuna, è stata trasmessa in Francia su TF1 dal 29 agosto al 19 settembre 2019.
In Italia, la stagione è composta dagli stessi 8 episodi, è stata distribuita in tre serate e trasmessa in prima serata su Canale 5: domenica 30 e lunedì 31 agosto 2020 sono state trasmesse tre puntate, mentre domenica 6 settembre 2020 sono state trasmesse le rimanenti due.
| n° | Titolo originale | Prima TV Francia  | n° | Titolo italiano | Titolo italiano | Prima TV Italia  |
| n° | Titolo originale | Prima TV Francia  | n° | In chiaro       | In streaming    | Prima TV Italia  |
| -- | ---------------- | ----------------- | -- | --------------- | --------------- | ---------------- |
| 1  | Épisode 1        | 29 agosto 2019    | 1  | Prima puntata   | Episodio 1      | 30 agosto 2020   |
| 2  | Épisode 2        | 29 agosto 2019    | 1  | Prima puntata   | Episodio 2      | 30 agosto 2020   |
| 3  | Épisode 3        | 5 settembre 2019  | 1  | Prima puntata   | Episodio 3      | 30 agosto 2020   |
| 4  | Épisode 4        | 5 settembre 2019  | 2  | Seconda puntata | Episodio 4      | 31 agosto 2020   |
| 5  | Épisode 5        | 12 settembre 2019 | 2  | Seconda puntata | Episodio 5      | 31 agosto 2020   |
| 6  | Épisode 6        | 12 settembre 2019 | 2  | Seconda puntata | Episodio 6      | 31 agosto 2020   |
| 7  | Épisode 7        | 19 settembre 2019 | 3  | Terza puntata   | Episodio 7      | 6 settembre 2020 |
| 8  | Épisode 8        | 19 settembre 2019 | 3  | Terza puntata   | Episodio 8      | 6 settembre 2020 |

## Prima puntata
- Ascolti Italia: telespettatori 1 577 000 – share 9,7%[4].

### Episodio 1
- Titolo originale: Épisode 1

#### Trama
Nel 1994, Clotilde, una ragazza di sedici anni, ha trascorso l'estate con i suoi genitori e suo fratello in Corsica. Tutto cambia quando l'auto di famiglia esce di strada. L'adolescente è l'unico sopravvissuto. Da allora, si rifiuta di tornare all'Isola della Bellezza. Ma a venticinque anni dalla tragedia, un appello la costringe a cambiare idea: la figlia Valentine, andata in vacanza con i nonni, viene ricoverata in ospedale dopo aver perso conoscenza durante il bagno.
- Ascolti Francia: telespettatori 5 310 000 – share 26%[5].

### Episodio 2
- Titolo originale: Épisode 2

#### Trama
Clotilde è ancora sotto shock per la scoperta della lettera di sua madre. Decide di recuperare il file sull'incidente e si rende conto che l'auto è stata manomessa. La giovane fa visita a Garcia, il suo padrino, che è anche il poliziotto del villaggio. Era responsabile delle indagini all'epoca dei fatti. Ma è andato in pensione. È stato sostituito da Stéphane, suo figlio.
- Ascolti Francia: telespettatori 4 760 000 – share 26,3%[5].

### Episodio 3
- Titolo originale: Épisode 3

#### Trama
- Ascolti Francia: telespettatori 5 192 000 – share 24,5%[6].

## Seconda puntata
- Ascolti Italia: telespettatori 1 898 000 – share 11,6%[7].

### Episodio 4
- Titolo originale: Épisode 4

#### Trama
- Ascolti Francia: telespettatori 4 650 000 – share 26,6%[6].

### Episodio 5
- Titolo originale: Épisode 5

#### Trama
La polizia cerca di scoprire chi ha messo tutti i corvi morti e ha cercato di uccidere Valentine. Viene trovata un'impronta digitale di Orsu, arrestato due anni prima per un caso di violenza sessuale. La giovane donna è convinta di non poter essere colpevole. Poco dopo Clotilde va a trovare Natale, che le dice che suo padre avrebbe avuto una relazione extraconiugale con Salomé.
- Ascolti Francia: telespettatori 5 180 000 – share 24,5%[8].

### Episodio 6
- Titolo originale: Épisode 6

#### Trama
Cassanu sviene e perde conoscenza. Viene portato in ospedale. Clotilde è al suo capezzale. Quanto a Stéphane, assiste all'apertura di una bara. Solo un test del DNA consentirà di determinare se è davvero il cadavere di Palma Idrissi che contiene. Venticinque anni prima, questa ebbe una spiegazione schietta con Salomé, che minacciò di ucciderla se non avesse dato non alla sua relazione con Paul.
- Ascolti Francia: telespettatori 4 690 000 – share 27%[8].

## Terza puntata
- Ascolti Italia: telespettatori 1 823 000 – share 10,1%[9].

### Episodio 7
- Titolo originale: Épisode 7

#### Trama
- Ascolti Francia: telespettatori 5 042 000 – share 23,5%[10].

### Episodio 8
- Titolo originale: Épisode 8

#### Trama
Dopo aver letto la lettera lasciata dal padre prima della sua morte, Stéphane si reca da Cassanu per interrogarlo. Allo stesso tempo, venticinque anni prima, Palma legge di nascosto il diario di sua figlia. Scopre che Clotilde intende riprovare a porre fine alla sua vita se sua madre decide di lasciare Paul per Natale, di cui è anche innamorata.
- Ascolti Francia: telespettatori 5 042 000 – share 23,5%[10].